# Lynn Hilary
Lynn Hilary (Dublín, 21 de abril de 1982) es una cantante, guitarrista, arreglista, pianista, maestra,  compositora irlandesa. Ha figurado como Mezzosoprano invitada en la agrupación musical Celtic Woman. Durante más de una década ha recorrido el mundo muchas veces como solista destacada en espectáculos de renombre mundial como Riverdance, Celtic Woman y Anúna en países como Estados Unidos, Japón. , China, Australia, Canadá, África y Brasil. Recientemente, Tim Janis la invitó a cantar en el Carnegie Hall para la espectacular producción de arte, música y conciencia ambiental de "The Way of the Rain" con el impresionante arte de Sibylle Szaggars Redford, con Al Gore, Robert Redford, Loreena McKennitt y otros.

## Comienzos y carrera
Hilary nació en Dublín, Irlanda. Inicialmente comenzó interpretando piezas musicales clásicas, pero posteriormente gracias a su registro vocal se involucró en el estilo musical celta, y de otras índoles, para poder hacer uso de su rango vocal natural con el cual se desempeñaba de mejor forma. Después de graduarse con una Licenciatura en Interpretación Musical, fue elegida de un proceso de audición abierto para ser la cantante principal de Riverdance en la Ceremonia de Apertura de las Olimpiadas Especiales en Croke Park frente a una audiencia en vivo y televisiva de millones. 
Entre los artistas que influyeron en su formación musical se encuentran Michael Jackson, Joni Mitchell y en forma notable, Karen Carpenter.

## Anúna
Hilary se unió a la agrupación de coro irlandesa Anúna en 2000.
Viajó a los Estados Unidos, Marruecos, a los Países Bajos y Finlandia con el grupo-coro, como integrante del coro y presentada como solista de este en cinco de sus álbumes, estos son: Invocation (2001), Winter Songs (2001), Behind The Closed Eye (2002), Sensation (2006) e Illumination (2012). Ella también interpretó, como voz principal acompañada de la cantante Lisa Kelly, la canción "Cloudsong" de Riverdance en la obertura de los Juegos Olímpicos Especiales de 2003 en Croke Park, Dublín, y posteriormente en la gira por EE. UU. con Riverdance en 2006 como solista. En 2008 lanzó un álbum en solitario llamado Take Me With You.

## Celtic Woman
En 2007 la integrante de Celtic Woman, Méav Ní Mhaolchatha decidió abandonar el conjunto para centrarse en su carrera como solista. Como resultado, Hilary se integró al grupo en su reemplazo, a tiempo para figurar en la gira correspondiente al lanzamiento del tercer álbum de estudio del grupo A New Journey, gira que comenzó el 10 de octubre de 2007. Lynn fue la primera integrante del grupo que se unió a tiempo completo desde su formación en 2004.
Hilary ha participado hasta la fecha en numerosas producciones musicales de Celtic Woman, entre ellas están las participaciones en los álbumes The Greatest Journey, Songs From The Heart, Lullaby, la edición japonesa de Believe. También hizo aparición oficialmente, al integrarse al grupo, en el DVD y especial de televisión de PBS Songs From The Heart filmado en la mansión Powerscourt House en Irlanda en el verano de 2009. Como también ha participado en tres giras oficiales del conjunto, éstas son A New Journey, Isle Of Hope y Songs From The Heart.
Seguido a la inicio del Tour australiano de Celtic Woman en noviembre de 2010, Hilary anunció su partida con el fin de regresar a su hogar y a su vida en Irlanda. En reemplazo llegó la actriz y cantante Lisa Lambe como nueva integrante, al igual que Lynn de tiempo completo, de Celtic Woman. El 14 de febrero de 2014 se anunció que Lynn Hilary volvería a Celtic Woman para su gira Emerald Tour con motivo de su noveno álbum de estudio Emerald · Musical Gems.
En 2015, aparece en el álbum Celtic Heart producido por Tim Janis, la violinista Máiréad Nesbitt, las gemelas de arpa Camille Kitt y Kennerly Kitt, la flautista Eimear McGeown, la cantante Ella Roberts, y Joseph Schumann.

## Post-Celtic Woman
En septiembre de 2011, Hilary volvió a la música como miembro del trío de cantantes irlandeses los Bluebelles, con dos de los miembros actuales de Anúna Nicola Lewis y Rebecca Winckworth. Ella aún pertenece a Anúna, destacando su participación en la composición de la banda sonora de Diablo III como solista y en 2012 junto con Anúna publicaron su álbum de estudio Illumination".
Ella también fue miembro de un grupo musical llamado Babylon Sisters donde participaba Lisa Nolan y también la cantante de Anúna Rebecca Winckworth. Pero este se separó cuando Winckworthv participó en una gira con Celtic Nights y Lynn Hilary fue miembro solista del espectáculo Riverdance. 
Hilary lanzó su segundo álbum titulado Saturn Return publicado a fines de 2014.

## Discografía
- Invocation (2001) (Con Anúna)
- Winter Songs (2002) (Con Anúna)
- Behind the Closed Eyes (2003) (Con Anúna)
- Riverdance: Music from The Show (2005)
- Sensation (2006) (Con Anúna)
- Take Me With You (2008)
- Celtic Woman: The Greatest Journey (2008)
- Invocations of Ireland (2009) (Con Anúna)
- Celtic Woman: Songs From The Heart (2010)
- Celtic Woman: Lullaby (2011)
- Illumination (2012) (Con Anúna)
- Celtic Woman: Believe (2012) (Sólo en la edición Japonesa)
- Mass of the Angels (2013) (Con Colm Ó Foghlú)